# NGC 1507
NGC 1507 è una galassia a spirale barrata di tipo magellanico situata nella costellazione dell'Eridano, a una distanza di circa 36 milioni di anni luce dalla nostra Via Lattea.

## Scoperta
La galassia è stata scoperta il 6 gennaio 1785 dall'astronomo britannico di origine tedesca William Herschel.

## Descrizione
NGC 1507 ha una classe di luminosità V e presenta una larga riga a 21 cm dell'idrogeno neutro.
Nella galassia sono presenti anche regioni di idrogeno ionizzato, e il suo nucleo è molto luminoso nell'ultravioletto. NGC 1507 è inserita nel catalogo di Markarian con il codice Mrk 1080 (MK 1080).